# Dimensione dell'esercito romano durante la guerra civile (49 - 45 a.C.)
Per dimensione dell'esercito romano durante la Guerra civile romana (49-45 a.C.) si intendono le modifiche (aumenti e riduzioni nel numero delle sue componenti militari: legioni ed alleati, oltre alla flotta militare) subìte in seguito agli eventi della guerra civile tra Gaio Giulio Cesare e Gneo Pompeo Magno, durata un quinquennio (dal 49 al 45 a.C.).

## Contesto storico
Sappiamo che, una volta terminato il consolato, grazie all'appoggio dei triumviri, Gaio Giulio Cesare ottenne con la Lex Vatinia il proconsolato delle province della Gallia cisalpina e dell'Illirico per cinque anni (dal 58 a.C.), con un esercito composto da tre legioni (legio VII, VIII e IX). Poco dopo un senatoconsulto gli affidò anche la vicina provincia della Narbonense, il cui proconsole, Quinto Cecilio Metello Celere, era morto all'improvviso, e la legio X.
Nel 55 a.C., una volta divenuti consoli, Crasso e Pompeo, proposero attraverso il tribuno della plebe Gaio Trebonio, che il governo di Cesare fosse prolungato per altri cinque anni, come avevano concordato l'anno precedente. Crasso ricevette poi la provincia di Siria e la direzione della campagna contro i Parti, mentre Pompeo l'Africa, le due Spagne e quattro legioni, due delle quali cedette a Cesare per la guerra gallica.
Verso la fine del 53 a.C., Cesare si incontrò a Ravenna con Pompeo per formulare un nuovo patto privato tra loro. Riuscì ad ottenere di arruolare due nuove legioni, per compensare la perdita della legio XIIII, oltre a riceverne una dal genero (legio I), che acconsentì per il bene della Repubblica e per l'amicizia che ancora lo legava al suocero.
Nel 50 a.C., divenuti consoli Gaio Claudio Marcello (cugino di Marco Claudio Marcello) e Lucio Emilio Lepido Paolo, se da una parte il tribuno della plebe Gaio Scribonio Curione propose inutilmente che sia Cesare, che Pompeo congedassero entrambi i loro eserciti, dall'altro il nuovo console Marcello fece inserire nell'ordine del giorno (aprile del 50 a.C.), che il proconsolato di Cesare terminasse e che si provvedesse a inviare un successore designato per il 13 novembre successivo. Poi sempre per indebolirlo, il senato per proteggere la Siria contro i Parti decretò che fossero aggiunte due legioni alla provincia orientale, da prelevarsi dai due proconsoli in Occidente. Pompeo si affrettò ad ubbidire, mettendo a disposizione del senato le legione che nel 53 a.C. aveva prestato a Cesare. Fu così che quest'ultimo dovette inchinarsi al volere del senato e cedere due delle sue legioni (legio I e XV), che furono subito inviate a Capua.
Cesare aveva ormai capito che il conflitto armato era ormai inevitabile. Dopo avere quindi diviso le truppe nei quartieri invernali, si recò nella Cisalpina a Ravenna in compagnia della legio XIII, dove fu salutato imperator. Contemporaneamente diede ordine alle legio VIII e XII, che erano accampate e Matisco, di raggiungerlo.
Dopo aver arringato le truppe ed aver così ottenuto il loro benestare, Cesare decise di partire con la legio XIII alla volta di Rimini (Ariminum). Sappiamo che nella notte dell'11/12 gennaio del 49 a.C. passò il Rubicone. Inviò quindi messi ai quartieri d'inverno delle altre legioni, ordinando loro di raggiungerlo.

### 49 a.C.
Le forze allo scoppio della guerra civile erano le seguenti:
- Pompeo poteva contare su due legioni presenti a Luceria (legio I e XV) ed altre tre appena arruolate. Dodge crede che vi fossero in totale nella penisola italica 10 legioni. A queste se ne aggiungevano 7 presenti nelle due province spagnole, senza dimenticare che vi erano altre forze in Sicilia, Africa, Siria (2 legioni[13]), Cilicia (1 legione[13]), Asia (2 legioni[13]) e Macedonia/Grecia (1 legione[13]), tutte favorevoli al partito degli optimates e di Pompeo.[14]
- Cesare poteva invece contare su non più di 40.000 soldati, divisi in 8-9 legioni.[14][15]

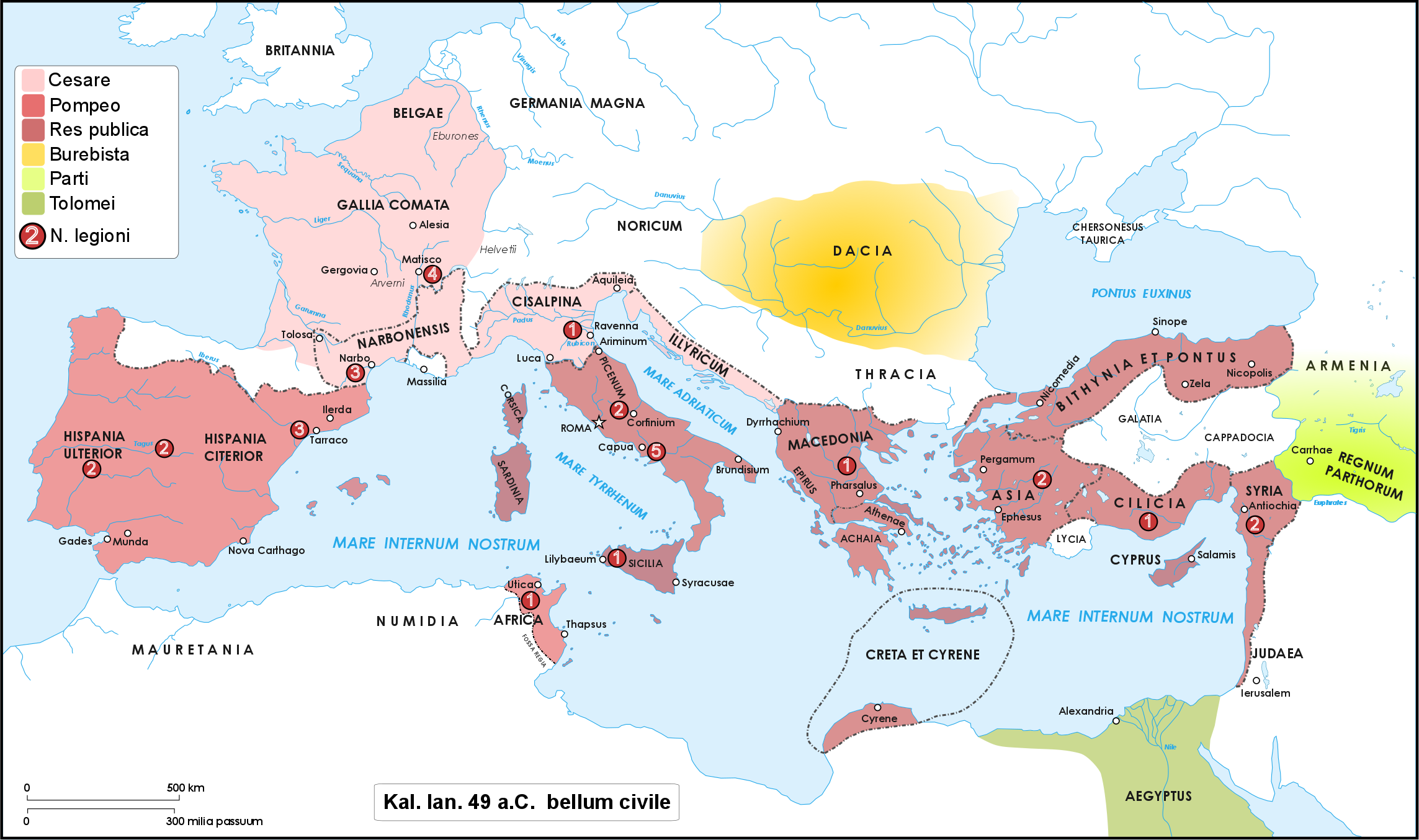
Il mondo romano allo scoppio della guerra civile (gennaio 49 a.C.). Sono inoltre evidenziate le legioni distribuite per provincia

Quando a Roma si venne a sapere del passaggio del Rubicone di Cesare e della sua avanzata nel Piceno, si diffuse il panico. Gneo Pompeo si recò subito presso le due legioni ricevute da Cesare (legio I e XV), che si trovavano in Puglia nei quartieri invernali (hiberna). Vennero inoltre interrotte le leve nei paesi intorno a Roma. Solo a Capua furono arruolati quei coloni che vi erano stati stabiliti con la legge Giulia del 59 a.C..
Intanto Cesare mosse da Osimo ed attraversò l'intero Piceno. Anche dalla città di Cingoli (Cingulum), che era stata organizzata da Tito Labieno, giunsero ambasciatori che si mostrarono pronti ad eseguire gli ordini del proconsole delle Gallie. Una volta che Cesare fu raggiunto dalla legio XII, si mise in marcia insieme alla XIII alla volta di Ascoli Piceno (Ausculum). La città era stata occupata in precedenza da 10 coorti di Publio Cornelio Lentulo Spintere, il quale quando venne a sapere che un grosso esercito marciava contro di lui, tentò di fuggire ma le sue truppe lo abbandonarono. Raggiunto con pochi uomini di scorta Lucio Vibullio Rufo, mandato da Pompeo nel Piceno per arruolare nuovi soldati, si pose sotto la sua protezione. Vibullio riuscì a riunire 13 coorti, tra le quali vi erano le 6 di Lucilio Irro, che erano fuggite da Camerino. Con queste truppe, tutti insieme raggiunsero a tappe forzate Domizio Enobarbo a Corfinio, che aveva altre 20 coorti (raccolte ad Alba Fucens, oltreché nei territori di Marsi e Peligni), raggiungendo così il totale di 33 coorti.
E sebbene Domizio chiedesse l'aiuto di Pompeo, accampato con il suo esercito a Lucera in Puglia, non poté ottenerlo. Intanto l'esercito di Cesare si era rinforzato con l'arrivo di altre 22 coorti di nuova leva provenienti dalla Gallia, 7 coorti "ex-pomeiane" (da Sulmona), e la legio VIII e 300 cavalieri inviati dal re del Norico. Domizio allora sentendosi abbandonato tentò la fuga, ma i suoi ufficiali se ne accorsero, lo catturarono ed inviarono a Cesare dei messi per trattare la loro resa. Cesare, dopo aver conosciuto questi avvenimenti, lodò quelli che erano venuti da lui e, poco dopo, fece prestare giuramento a tutti i soldati di Domizio, arruolandoli nelle proprie file. Si diresse quindi in Puglia passando per le terre dei Marrucini, Frentani e Larinati.
Pompeo, informato dei fatti di Corfinio, si affrettò a partire da Lucera per Canosa e poi verso Brindisi, dove fece concentrare tutte le truppe delle nuove leve. Decise inoltre di armare schiavi e pastori, dando loro cavalli e formando un corpo di circa 300 cavalieri. Intanto il pretore Lucio Manlio Torquato preferì fuggire da Alba Fucens con 6 coorti, mentre il pretore Publio Rutilio Lupo con 3 da Terracina, venne intercettato dalla cavalleria di Cesare, comandata da Vibio Curio. Queste ultime coorti non solo abbandonarono il loro pretore, ma subito si unirono a Curione con le loro insegne.
Anche Cesare raggiunse Brindisi. Egli aveva con sé 6 legioni (9 marzo), 3 di veterani (VIII, XII e XIII) e 3 messe insieme con la nuova leva e completate durante la marcia. Egli aveva, inoltre, inviato da Corfinio in Sicilia le coorti di Domizio, per un totale di altre 3 legioni. Venne quindi a sapere che entrambi i consoli erano partiti per Durazzo con 30 coorti (3 legioni), mentre Pompeo si trovava ancora a Brindisi con 20 coorti (2 legioni). Temendo che Pompeo volesse lasciare l'Italia, stabilì di bloccare le uscite dal porto e iniziare ad assediare la città.
Dopo nove giorni dalla partenza dei due consoli, proprio quando Cesare aveva quasi finito la metà dei lavori di fortificazione, fecero rientro a Brindisi le navi che li avevano portati a Durazzo con i loro eserciti. Pompeo, preoccupato dai lavori di Cesare, appena la flotta rientrò nel porto riuscì a partire anch'egli alla volta dell'Epiro prima di rimanere intrappolato completamente. Cesare fu costretto a fermarsi in Italia, sebbene credesse più vantaggioso raccogliere una flotta ed inseguire Pompeo via mare. Del resto Pompeo aveva requisito tutte le navi della zona, negandogli un inseguimento immediato. Ora a Cesare non rimaneva che attendere le navi dalle più lontane coste della Gallia cisalpina, del Piceno e dallo stretto di Messina, ma questa operazione sarebbe risultata lunga e piena di difficoltà per la stagione.
Abbandonata dunque l'idea per il momento di inseguire Pompeo in Macedonia, Cesare si apprestò a partire per la Spagna. Dispose quindi che i duumviri di tutti i municipi iniziassero a requisire navi, facendole affluire nel porto di Brindisi; inviò in Sardegna il legato Valerio con una legione, ed in Sicilia Gaio Scribonio Curione (come propretore) con tre legioni, chiedendogli poi di passare con l'esercito in Africa, una volta conquistata l'isola. Valerio e Curione sbarcarono con i loro eserciti senza problemi nelle rispettive isole, avendole trovate senza governo. Tuberone invece, giunto in Africa, trovò come governatore provinciale Publio Attio Varo. Quest'ultimo, avendo perdute le proprie coorti intorno a Osimo, era fuggito in Africa e l'aveva occupata di sua iniziativa, visto che era già priva di un governatore. Aveva poi arruolato due nuove legioni, conoscendo i luoghi. Egli infatti, pochi anni prima, alla fine della pretura, ne era diventato governatore.
Giunto a Roma, dopo tre giorni di inutili discussioni senza trovare alcuna soluzione, per non perdere altro tempo, Cesare decise di partire per la Spagna, giungendo pochi giorni dopo nella Gallia ulteriore. Qui giunto nei pressi di Massilia (19 aprile), venne a sapere che Lucio Vibullio Rufo, da lui liberato a Corfinio, era stato inviato da Pompeo in Spagna, mentre Domizio Enobarbo era partito per occupare Marsiglia (Massilia) con sette navi veloci, che aveva requisite da privati nell'isola del Giglio e nel territorio di Cosa.
Cesare, «sdegnato dal comportamento oltraggioso» dei Massillioti, che avevano accolto Domizio tra le proprie mura, fece condurre tre legioni nei pressi della città ed iniziò a costruire torri e vinee pronto a cingere d'assedio la città. Contemporaneamente fece allestire in Arles (Arelate) 12 navi da guerra che affidò al comando di Decimo Bruto. Le tre legioni (legio VIII, XII e XIII) furono invece lasciate al suo legatus Gaio Trebonio, pronte ad assediare la città da terra. Contemporaneamente decise di inviare in Spagna il legato Gaio Fabio con le tre legioni (legio VII, IX e XI) che erano dislocate nei pressi di Narbona (Narbo Martius), ordinandogli di occupare al più presto i valichi dei Pirenei, che erano tenuti da presidi dal legato di Pompeo, Lucio Afranio. Ordinò infine che a seguirlo giungessero altre tre legioni (legio VI, X e XIV), che erano acquartierate in accampamenti un po' più lontano. Fu così che Fabio, come gli era stato ordinato, riuscì a cacciare i presidi nemici da tutti i valichi e marce forzate mosse contro l'esercito di Afranio. Poco dopo, Cesare seguì Gaio Fabio in Spagna, pronto a combattere contro i tre legati di Pompeo che amministravano la regione: dopo mesi di scontri riuscì ad avere la meglio e poté tornare in Italia.

## Conseguenze
Al termine della guerra civile (nel 44 a.C.), c'erano 37 legioni romane. Di queste, due erano dislocate nella Spagna Ulteriore e due in quella Citeriore (tra cui la XXVIII e forse la XXI); due nella Gallia Transalpina (la VI nei pressi di Arles e la X Equestris in quelli di Narbona) e tre in quella Comata (tra cui la V Alaudae e l'VIII Gallica); una in Sardegna ed una a Capua (la VII); tre in Africa proconsolare (sembra la XXVI, la XXIX e la XXX); altre tre in Illirico-Gallia Cisalpina (forse nei pressi di Aquileia); sei in Macedonia (legioni II Gallica, IV, Martia e XXXV) ed una a Creta (la XXXI); due nel Ponto (tra cui la Legio Pontica); sette in Siria e tre in Egitto (tra cui la XXVII, la XXXVI e la XXXVII), in vista dell'imminente campagna contro i Parti.